# Schmalspurbahn Michalovce–Morské oko
| Michalovce–Morské oko                     | Michalovce–Morské oko   |
| ----------------------------------------- | ----------------------- |
| Denkmal an die Waldbahn in Remetské Hámre |                         |
| Streckenlänge:                            | 43 km                   |
| Spurweite:                                | 760 mm (Bosnische Spur) |
|                                           |                         |

Die Schmalspurbahn Michalovce–Morské oko war eine 43 km lange Waldbahn mit der Spurweite von 760 mm (bosnische Spur) im Osten der Slowakei. Sie führte von Michalovce über Jovsa und Remetské Hámre zum See Morské oko („Meerauge“) im Vihorlatgebirge.

## Beschreibung und Geschichte
Ein Vorgänger der späteren Schmalspurbahn wurde 1906 im Tal der Okna zwischen Remetské Hámre (damals ungarisch Remetevasgyár) zum See Morské oko errichtet. Es handelte sich um eine Pferdebahn, der Oberbau bestand aus hölzernen Schienen. Neben Holz wurden auf der Strecke auch Eisenerz und Kohle für ein Walzwerk (1922 abgebrannt) in Remetské Hámre transportiert. 1924 wurde sie umgebaut und die Trasse in die neue Waldbahn von Michalovce nach Morské oko integriert. Neben der Hauptstrecke gab es kurze Abstecher in die Seitentäler der Okna. Auf der neuen Waldbahn verkehrten Dampflokomotiven „Otto“ (Baujahr 1905, Krauss/Linz), „Ernest“ und eine weitere Maschine aus Budapest.
Nach dem Slowakisch-Ungarischen Krieg von 1939 und der folgenden Zweiteilung der Waldbahn wurde im nunmehr ungarischen Teil eine Abzweigstrecke nach Nižná Rybnica (damals ungarisch Alsóribnice) gebaut. Mit der Wiederherstellung der Tschechoslowakei im Jahr 1945 wurde die Teilung aufgehoben. Ein Teil der Schmalspurbahn verschwand in den 1960er Jahren wegen des Baus des Stausees Zemplínska šírava. Die 11 km lange Strecke Remetské Hámre–Morské oko war als letztes Teilstück bis 1972 (nach einigen Quellen 1973) in Betrieb, danach wurde sie abgebaut und durch eine Asphaltstraße ersetzt.